# لیندا ماریا بارو
لیندا ماریا بارو (به فرانسوی: Linda Maria Baros) شاعر، مترجم و منتقد ادبی به زبان فرانسوی و رومانیایی است که در ششم اوت ۱۹۸۱ در شهر بخارست متولد شد. او در سال ۲۰۰۷ موفق به دریافت جایزه گیوم آپولینر شد. اشعارش در ۲۵ کشور منتشر شده‌است. او اولین شعر خود را در مجله ادبی معروفی در بخارست منتشر کرد.